# 平家正節
『平家正節』（へいけまぶし／へいけしょうせつ）は、平家琵琶の譜本。
尾張藩9代藩主・徳川宗睦の後援により、荻野検校が中心となって安永5年（1776年）まで5年をかけて整譜・編纂された。『平家物語』を199句とし、教習の順に、いわゆる平物（ひらもの）161句を30冊に収め、伝授物・秘事の類を9冊に収め、付録の曲譜解説書とともに全40冊から構成されている。なお現存の平曲は、平家正節199句と八坂流「訪月（つきみ）」を合わせて全200句としている。
原本は子孫である尾崎家に伝えられ、名古屋市による文化財指定を受けている。また、一般が目に出来るものとして、東京大学文学部国語研究室が所蔵する譜本の影印に金田一春彦による解説を加えた『青洲文庫本 平家正節』（三省堂・1998年刊）がある。